# Památník Matky sibiřanky
Památník Matky sibiřanky, či Pomník Matky sibiřačky a polsky Pomnik Matki Sybiraczki nebo Pomnik Matki Sybiraczki Bohaterki Golgoty Syberyjskiej, je polský bronzový památník/pomník. Nachází se na náměstí Plac Kolejarza u hlavního nádraží Zielona Góra ve městě Zelená Hora (Zielona Góra) v Lubušském vojvodství a v Dolním Slezsku.

## Historie a popis
Bronzový památník Matky sibiřanky, jehož autorem je Robert Tomak a jehož odlití provedl Emil Kosicki, byl slavnostně odhalen a vysvěcen dne 17. září 2010. Iniciativa k vytvoření pomníku vzešla od polského sdružení Stowarzyszenie na rzecz Pomocy Zesłańcom Sybiru (Sdružení pro pomoc deportovaným ze Sibiře). Památník má výšku 3 metry a je umístěn na stupňovaném kamenné soklu ve tvaru kvádru a na vydlážděném prostranství. Znázorňuje plastiku oblečené matky, která se vrací se svýma dvěma dětma ze Sibiře domů do Polska. Tiskne k sobě své děti a chrání je tak před sibiřským větrem a mrazem. Pomník je symbolem utrpení a bezpráví, kterému byl vystaven polský národ, a je věnovaný památce deportovaných na Sibiř, tj. obětem perzekuce lidí ze strany tehdejšího komunistického Sovětského Svazu. Je tedy vlasteneckým znamením národní paměti polských obětí přinesených v boji za nezávislost a významným svědectvím o historii polského národa. Místo je také používáno k pietním setkáním. Na soklu památníku i u 

### Centrální nápis na památníku
| „ | MATKA SYBIRACZKA BOHATERKA GOLGOTY SYBERYJSKIEJ ZIELONA GÓRA 17.09.2010 | MATKA SIBIŘANKA HRDINKA SIBIŘSKÉ GOLGOTY ZELENÁ HORA 17.09.2010 | “ |

## Další informace
Dílo je celoročně volně přístupné.

## Galerie

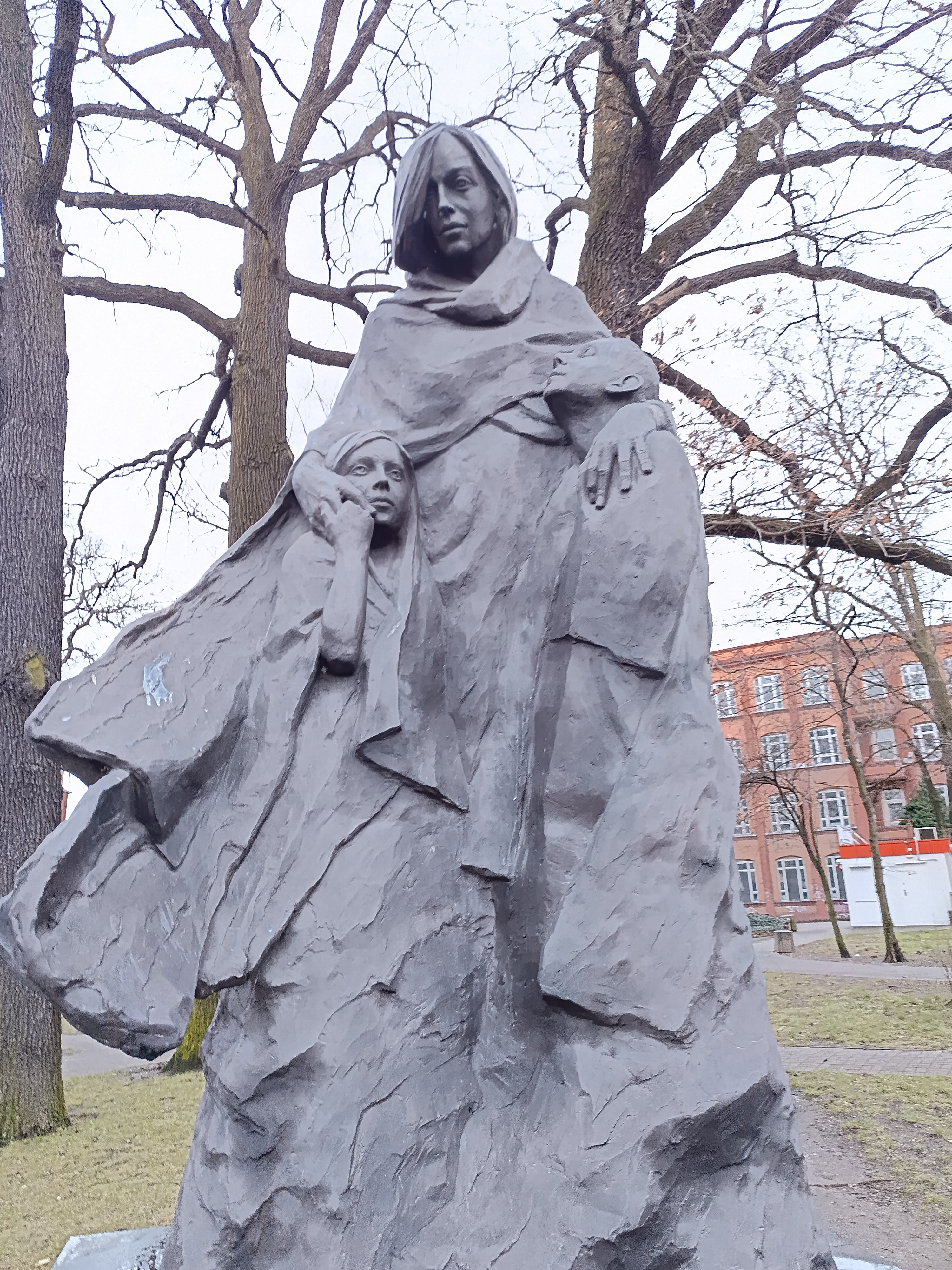
Čelní pohled
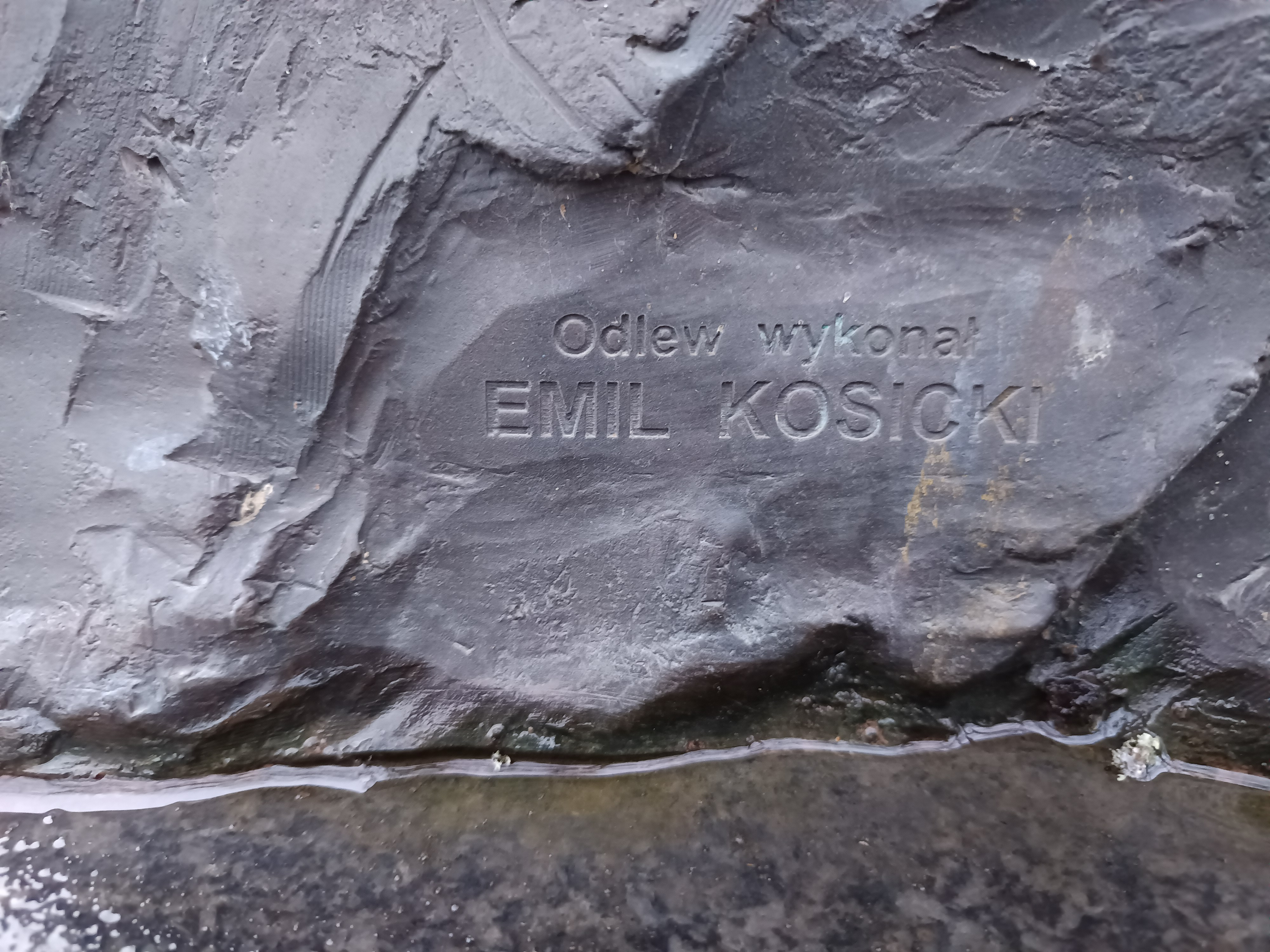
Signace díla
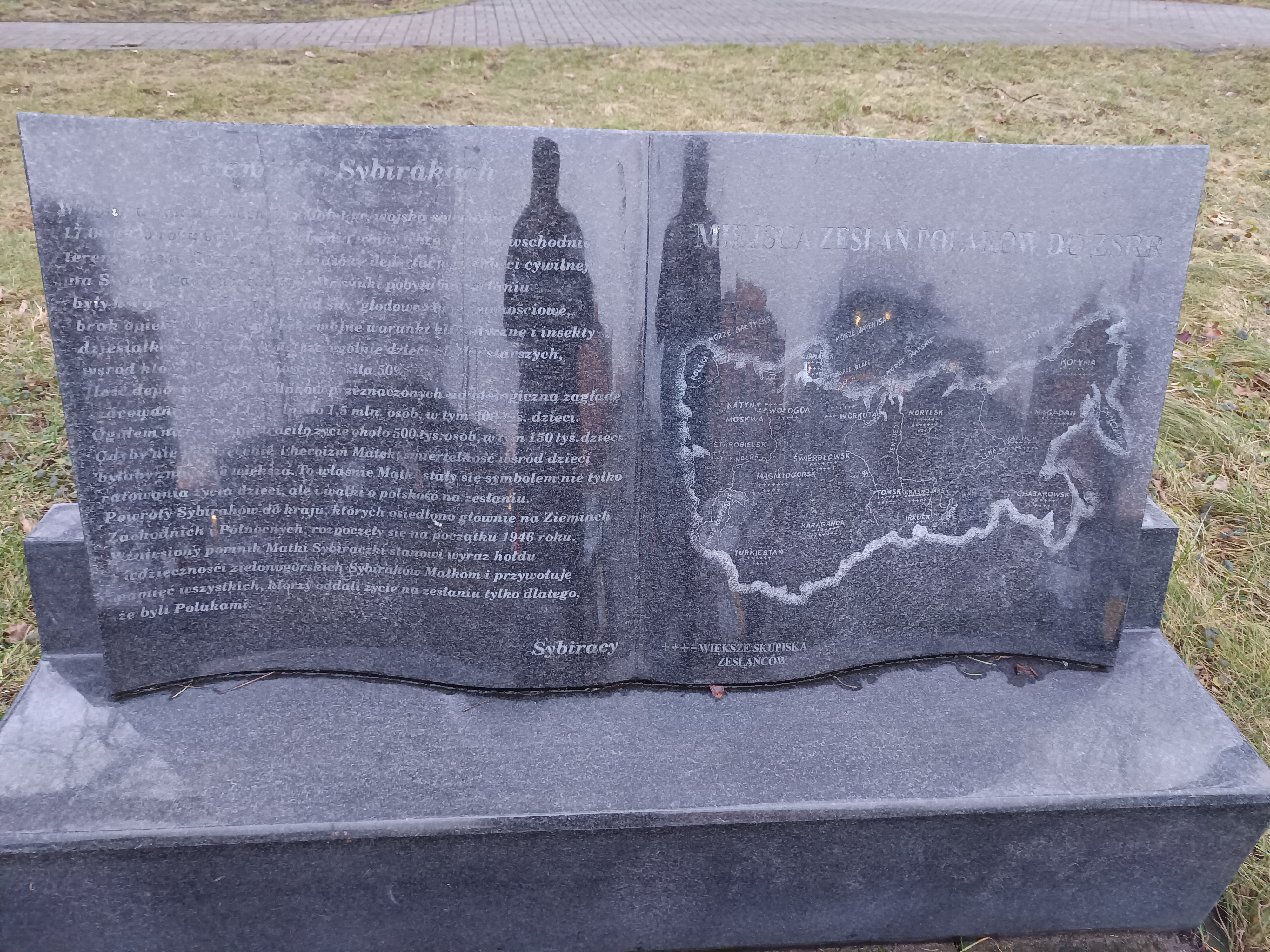
Kamenná pamětní deska u památníku
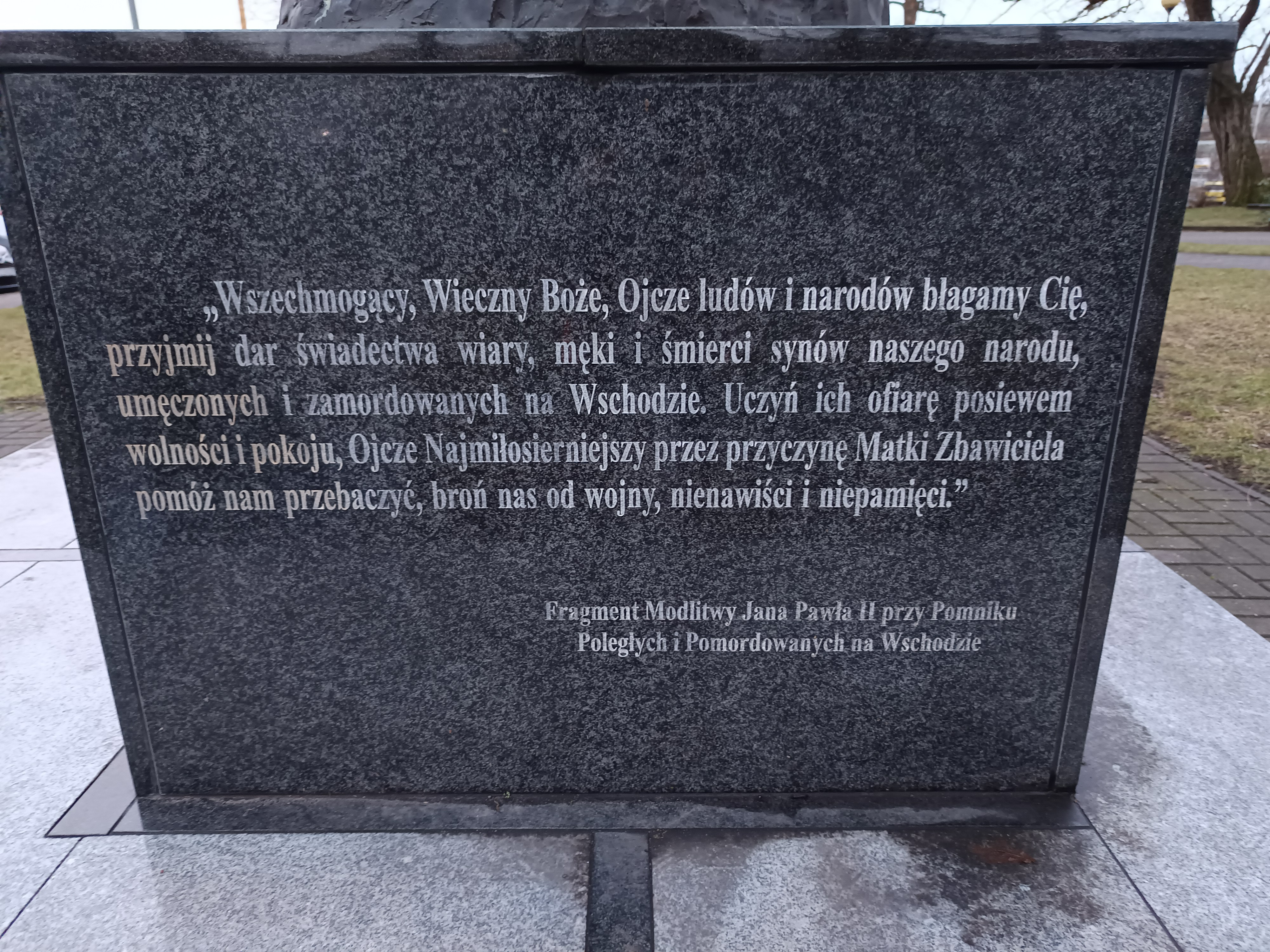
Kamenná pamětní deska u památníku
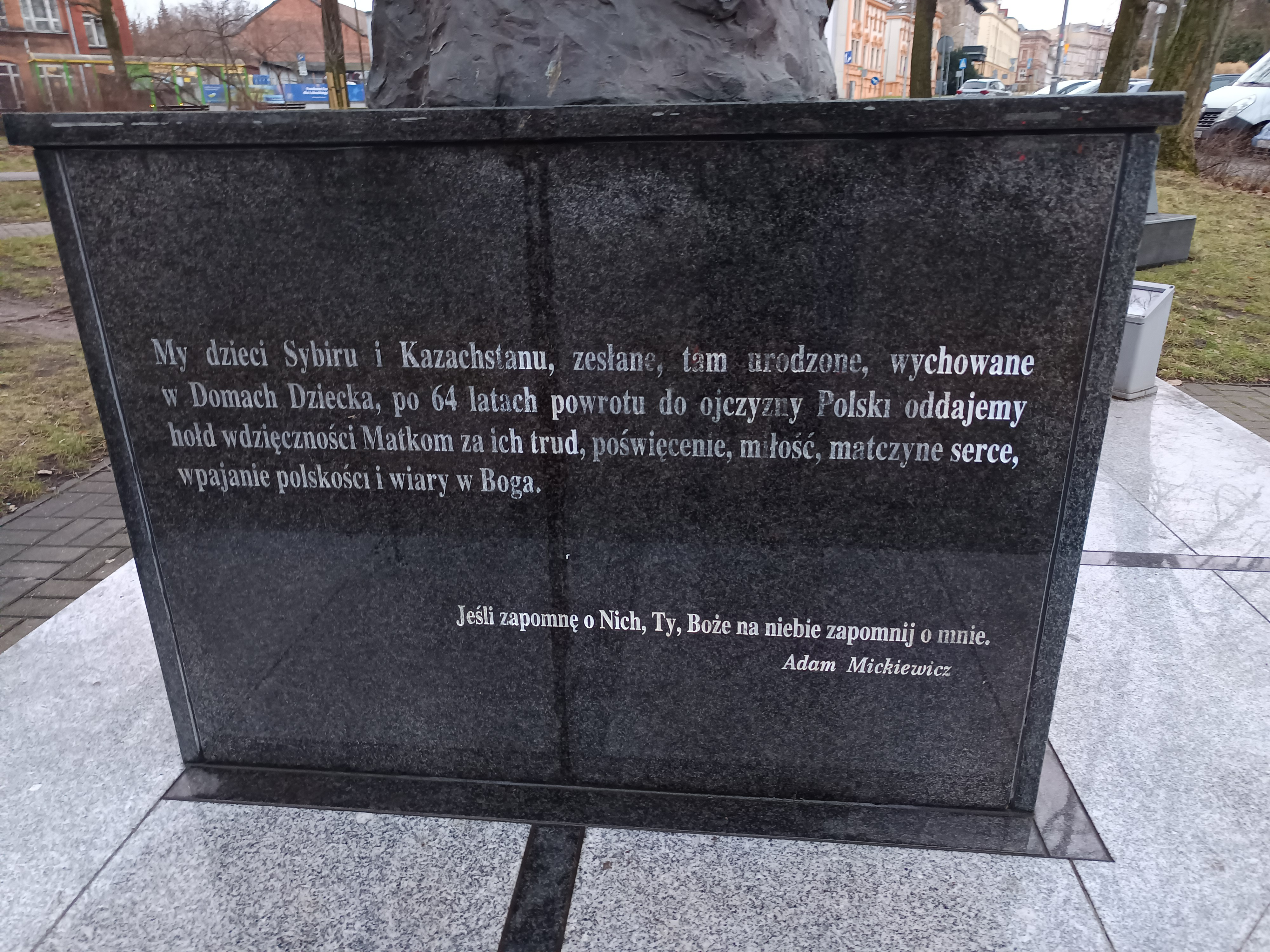
Kamenná pamětní deska u památníku